# Marca cardinal

Diagrama de marques cardinals vistes durant el dia, amb els seus patrons de llum. Els llums que es mostren aquí estan configurats com a "Ràpid".

Una marca cardinal és una marca de mar (una boia o una altra estructura flotant o fixa) que s'utilitza habitualment en el pilotatge marítim per indicar la posició d'un perill i la direcció cap on anar a cercar les aigües segures.
Les marques cardinals indiquen la direcció de seguretat basant-se en els punts cardinals d'una brúixola ( nord, est, sud o oest ) amb relació a la marca. Això els fa significatius independentment de la direcció o la posició del vaixell que s'acosta, en contrast amb el sistema de marca lateral.

## Característiques
Les característiques i els significats de les marques cardinals són els definits per l' Associació Internacional d'Autoritats dels Fars. Una marca cardinal indica una de les quatre direccions de la brúixola per:
- la direcció de les seves dues marques superiors còniques, que totes dues poden apuntar cap amunt, indicant el nord; avall, indicant el sud; l'un cap a l'altre, indicant l'oest; o allunyats l'un de l'altre, indicant l'est
- el seu patró distintiu de ratlles negres i grogues, que segueix l'orientació dels cons: la franja negra es troba a la posició assenyalada pels cons (per exemple, a la part superior per a un marca cardinal nord, al mig per a un marca cardinal oest)
- opcionalment, la seva seqüència distintiva de llum intermitent, que consisteix en una seqüència de flaixos ràpids o molt ràpids el nombre dels quals dona la posició de la cara del rellotge que correspon a la direcció cardinal (p. ex. tres per a un marca cardinal est, nou per a oest; el nord té continuïtat). llampecs, i el sud es pot augmentar amb un flaix llarg, per ajudar-lo a distingir-lo d'un oest en condicions difícils)

| Característic     | nord                             | Sud                                | Est                                                                  | Oest                                                                            |
| ----------------- | -------------------------------- | ---------------------------------- | -------------------------------------------------------------------- | ------------------------------------------------------------------------------- |
| Topmark           | ▲ Els dos cons apunten cap amunt | ▼ ▼ Els dos cons apunten cap avall | ▲ ▼ Els cons apunten l'un amunt i l'altre avall en sentit divergent. | ▼ ▲ Els cons apunten, convergint, un contra l'altre: l'un amunt i l'altre avall |
| Color             | Negre per sobre de groc          | Groc per sobre de negre            | Banda horitzontal groga sobre un cos negre                           | Banda horitzontal negra sobre un cos groc                                       |
| Llum (si n'hi ha) | Flaixos continus                 | 6 flaixos ràpids + 1 flaix llarg   | 3 flaixos                                                            | 9 flaixos                                                                       |

Es pot utilitzar una seqüència ràpida o molt ràpida de flaixos de llum; l'elecció permet identificar de manera única dues marques properes similars per les seves llums.
Es pot utilitzar una marca cardinal per aconseguir el següent:
- Indicar que l'aigua més profunda és una zona del costat amb el nom de la marca
- Indicar el lloc segur per on sortejar un perill
- Cridar l'atenció sobre una característica d'un canal, com ara un revolt, una cruïlla o el final d'un banc de sorra
- Cridar l'atenció sobre un nou perill, com ara un vaixell embarrancat. En aquests casos, normalment es col·loquen dues marques iguals juntes per indicar que es tracta d'un perill recentment marcat i que encara no està imprès a les cartes oficials.

Altres usos:
- De vegades es pot utilitzar una marca cardinal en comptes d'una marca especial per indicar un terreny d'espoli, o una canonada d'exhibició, per exemple. Alguns exemples es poden veure a la costa sud d'Anglaterra i al nord de França.

## Galeria

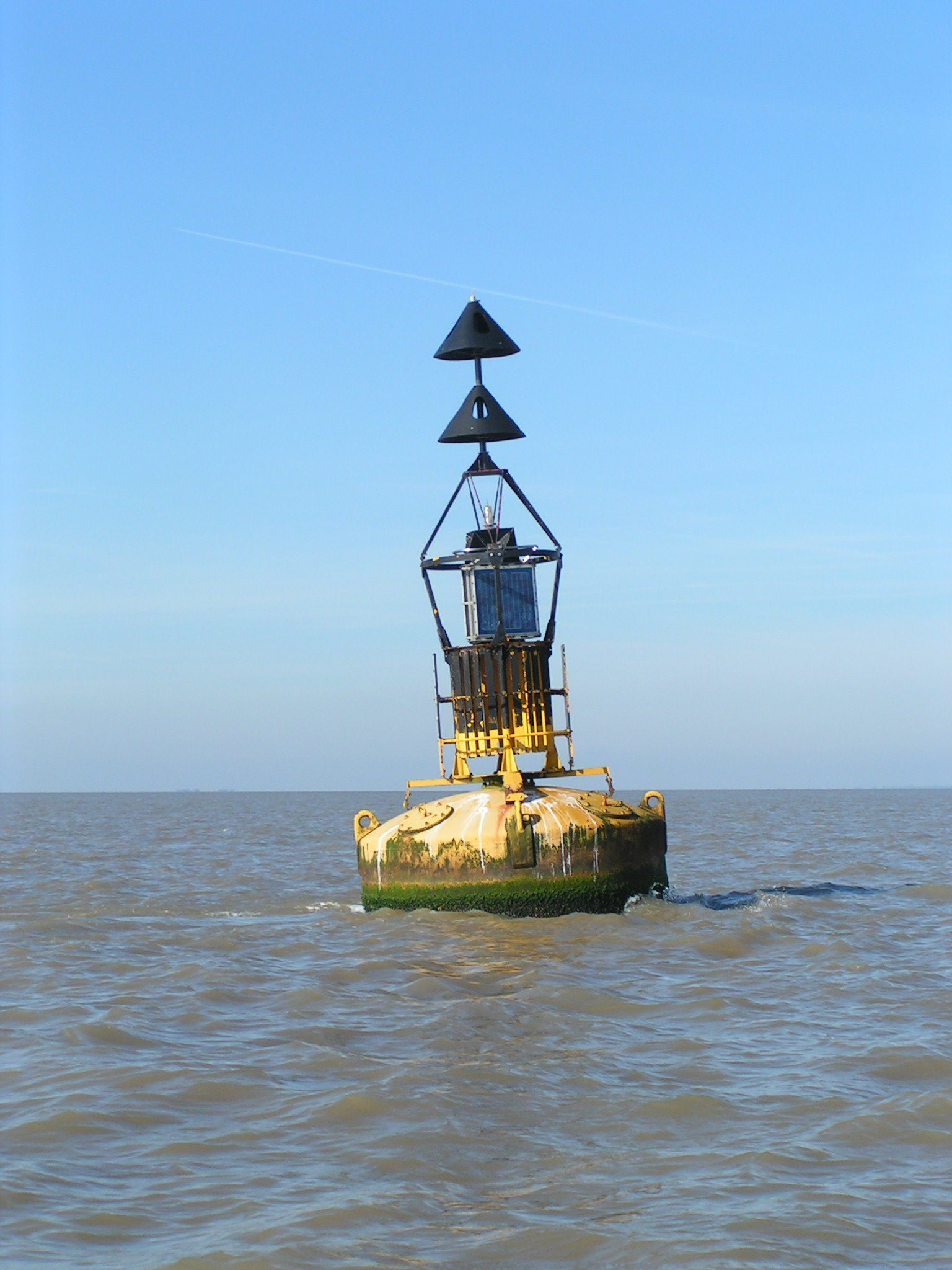
Marca cardinal a Knoll Nord
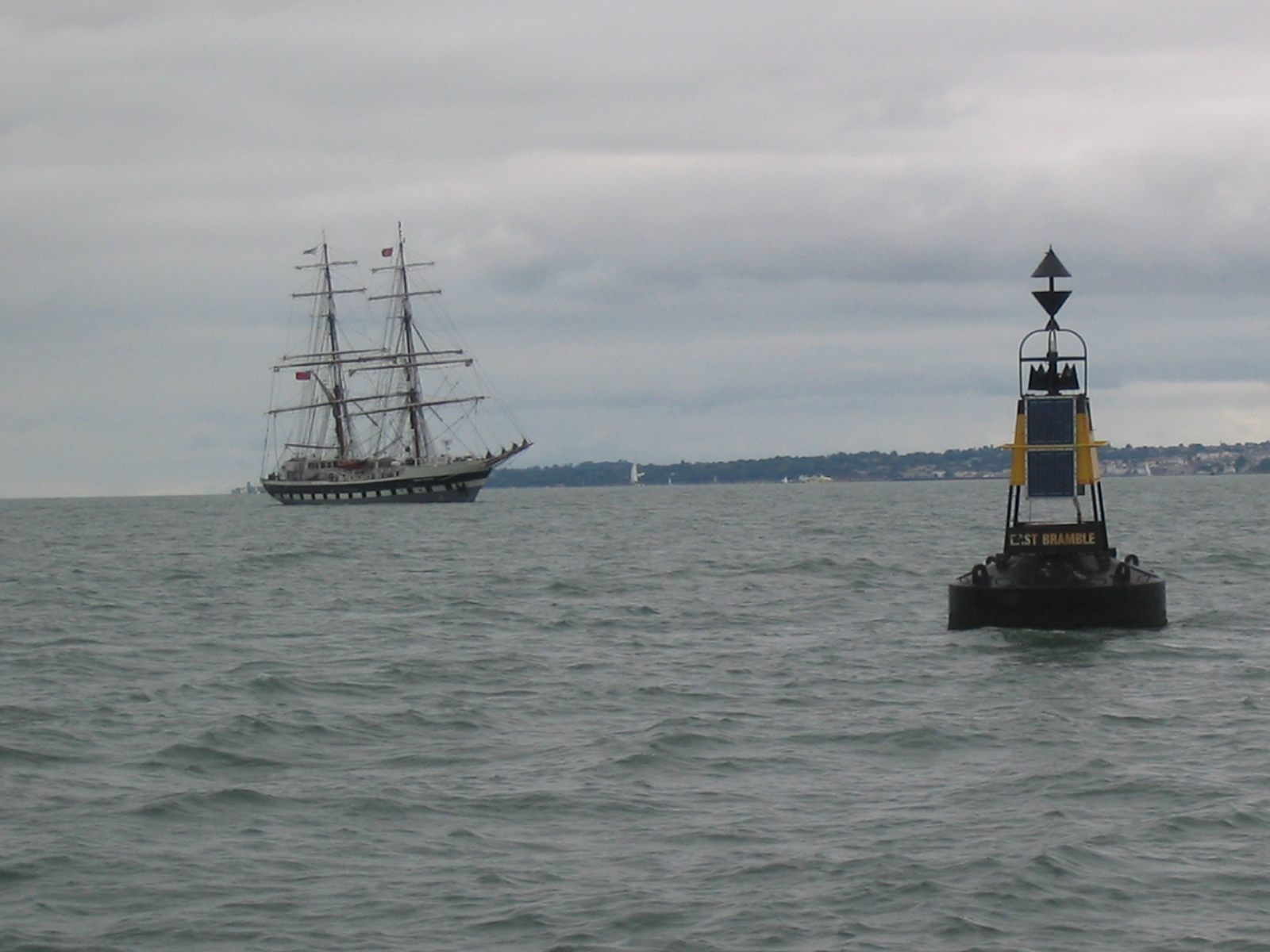
Marca cardinal oriental "East Bramble" Mark ajuda el Stavros S Niarchosa a navegar amb seguretat al Solent, agost de 2008
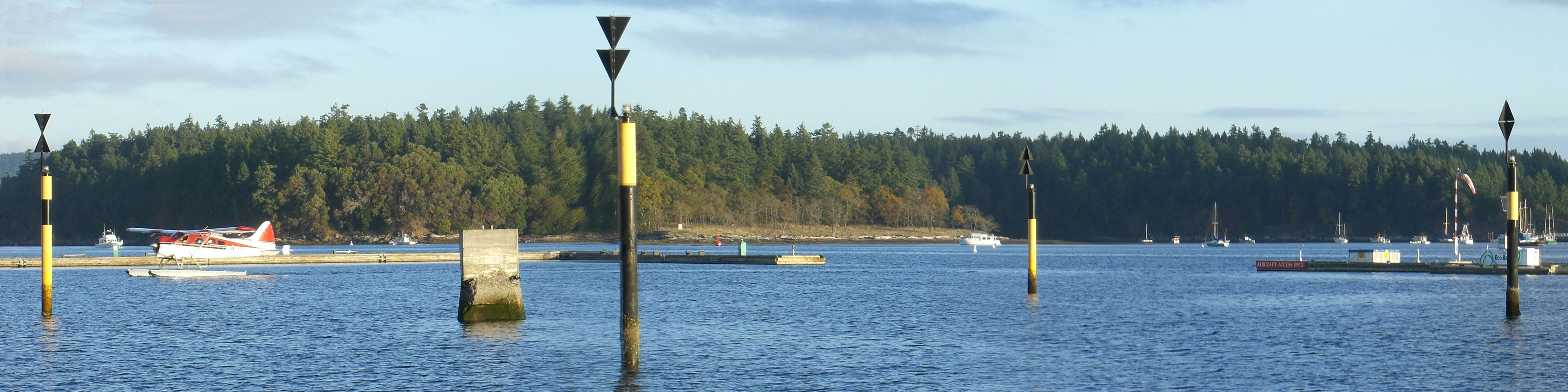
Els quatre tipus de marca cardinal utilitzades al port de Nanaimo per advertir d'una antiga base de formigó.
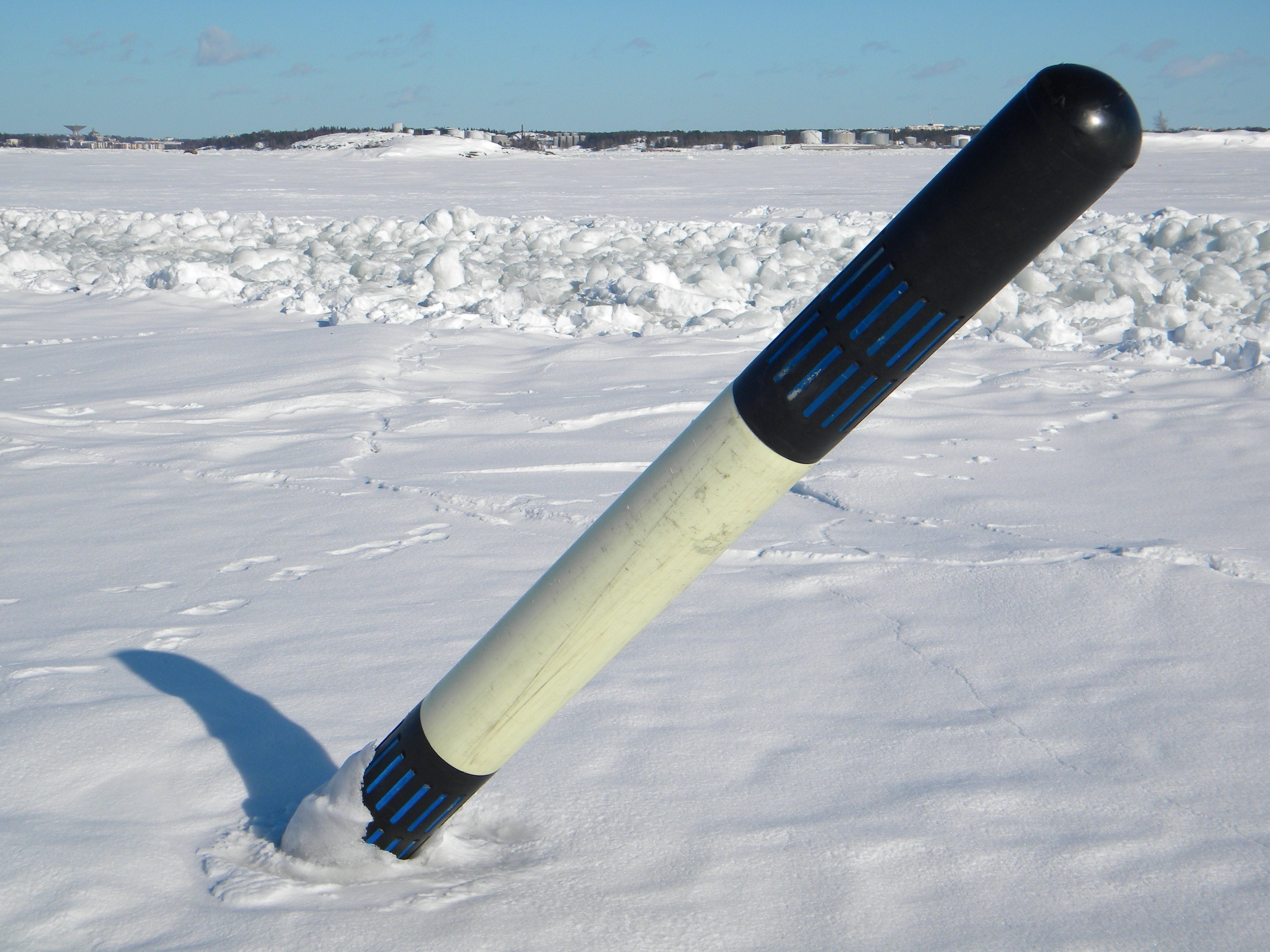
Una marca cardinal lleugera (est) a la pressió del gel davant Hèlsinki, Finlàndia a l'hivern. Tingueu en compte que el topmark no s'utilitza en una boia que està sotmesa a trencaments per moviments de gel.
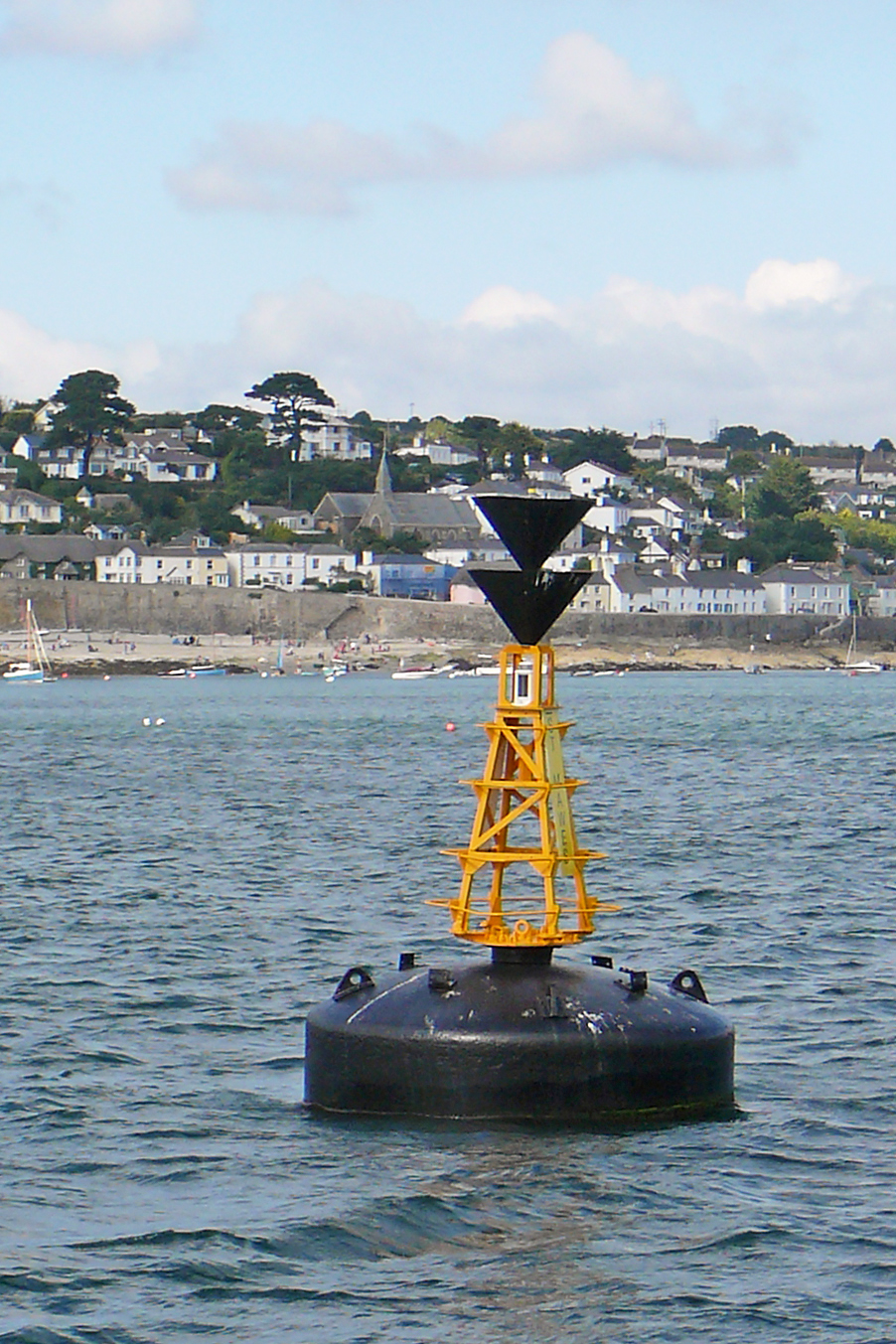
Una boia de la marca cardinal sud davant de St Mawes, Regne Unit